# 田山三樹
田山 三樹（たやま みき、本名同じ、男性、1961年 - ）は日本の音楽ライター、漫画編集者である。
編集者として活動する傍ら、YMO（イエロー・マジック・オーケストラ）に特化した書籍を編著作として発表。近年はYME（イエロー・マジック・エディター）なる肩書きを自称している。
関わる音楽ジャンルは主に1980年代初頭のテクノポップである。

## 経歴
宝島社発行の『音楽誌が書かないJポップ批評30　YMO&アーリー80's大全』の執筆者プロフィールによれば、1961年生まれとの記載がある。
高校教師(父親は後に東京都立新宿高等学校校長を務める)を両親に、3つ違いの兄と東京都目黒区で育つ。目黒区内の中学を卒業後、東京都立目黒高等学校へ進学、1浪後、上智大学に学ぶ。
かつて徳間書店に籍を置き、YMOが一時的に再生した1993年にムック誌『Period』の編集にあたる。
1997年1月、編集長を務めていた少年漫画雑誌『月刊少年キャプテン』の廃刊を契機に同社を退社、以後『AICコミック』(AIC)、『ドラゴンHG』(富士見書房)を渡り歩いた。

## 漫画編集者として
編集長を務めた少年漫画3誌「月刊少年キャプテン」「AICコミック」「ドラゴンHG」はいずれも廃刊や休刊の憂き目に遭ったが、その都度自身の担当作品であるゆうきまさみと田丸浩史の「マリアナ伝説」、とり・みきとゆうきまさみの「土曜ワイド殺人事件」を前誌から引き継いで掲載してきた。田丸は「この人がいなかったら今の俺はないなーと思う」と著作で述べている。
なお「土曜ワイド殺人事件」の第1シリーズには、田山をモデルとした段田山（だんだやま）というキャラクターが登場、モデル同様漫画雑誌（伏魔書店の「少年カピトン」の）編集長という設定だが、作中で崖から転落死している。

## YMEとして
1998年、前述の書籍を流用し、電子メールによる細野晴臣・坂本龍一両名への質疑応答、高橋幸宏へのインタビューを追加した「コンパクトYMO」（構成:吉村栄一+田山三樹）を発表。
1999年に自費出版かつ200部ほどの非売品（書名:YMO live period The chemical experiments/構成:吉村栄一+田山三樹）を発売。
この書籍の出版を記念し、松武秀樹をゲストに招いて「YMO夜の会」というイベントを開催している。

## 著書
- 「Period」（1993年・企画）
- 「TECHNODON WAKE UP」（1994年・構成:吉村栄一と連名）
- 「コンパクトYMO」（1998年・構成:吉村栄一と連名）
- 「YMO live period The chemical experiments」（1999年・構成:吉村栄一と連名　非売品）
- 「NICE AGE YMOとその時代―1978‐1984」（2006年・著） ISBN 4401630807
- 「YMO GLOBAL YMOから広がるディスクガイド」（2007年・監修）